# Peter Heine Nielsen
Peter Heine Nielsen (ur. 24 maja 1973 w Holstebro) – duński szachista, arcymistrz od 1994 roku.

## Kariera szachowa
Od początku lat 90. XX wieku należy do ścisłej czołówki duńskich szachistów. W roku 1991 podzielił I m. w indywidualnych mistrzostwach kraju, natomiast złote medale zdobył w latach 1996, 1999, 2001, 2003 i 2008. Odniósł wiele zwycięstw w silnie obsadzonych międzynarodowych turniejach, m.in. w:
- Pińsku (1993),
- Askerze (1997),
- Gausdal (1999, mistrzostwa krajów nordyckich),
- Nowym Jorku (2000, New York open),
- Reykjaviku (2001, open, wraz z Ivanem Sokolovem),
- Esbjergu (2001, The North Sea Cup, wraz z Emilem Sutowskim),
- Hastings (2002/03),
- Skanderborgu (2003, Samba Cup, wraz z Curtem Hansenem, Darmenem Sadwakasowem i Nigelem Shortem),
- Malmö (2004, Sigeman & Co, wraz z Curtem Hansenem),
- Drammen (2004, wraz z Aleksiejem Szyrowem),
- Salonikach (2006, open wraz z Radosławem Wojtaszkiem),
- Helsingørze (2008, turniej Politiken Cup, dz. I m. z Władimirem Małachowem, Jurijem Kuzubowem, Siergiejem Tiwiakowem, Borysem Sawczenko i Jonny Hectorem).

W 2004 r. odniósł duży sukces, zwyciężając w internetowych mistrzostwach Europy w szachach błyskawicznych, w finale turnieju pokonując 2½ – ½ Michaela Adamsa.
W latach 1994–2008 siedmiokrotnie wystąpił na szachowych olimpiadach. W swoim dorobku posiada brązowy medal, który zdobył w roku 1994 w Moskwie za indywidualny wynik na III szachownicy. W roku 2005 zdobył złoty medal na drużynowych mistrzostwach Europy w Göteborgu, osiągając najlepszy indywidualny rezultat na I szachownicy.
Jest pierwszym w historii duńskim szachistą, który osiągnął granicę 2700 punktów rankingowych. Najwyższy ranking w dotychczasowej karierze osiągnął 1 lipca 2010 roku, z wynikiem 2700 punktów zajmował wówczas 37. miejsce na światowej liście FIDE, jednocześnie zajmując 1. miejsce wśród duńskich szachistów.
Od połowy lat 90. był bliskim współpracownikiem mistrza świata Viswanathana Ananda. W 2013 r. przeszedł do zespołu Magnusa Carlsena.

## Życie prywatne
W 2013 roku zawarł związek małżeński z litewską szachistką i od 2019 przewodniczącą Sejmu Republiki Litewskiej Viktoriją Čmilytė-Nielsen.